# Федорівка (Кременчуцький район)
Фе́дорівка — село в Україні, у Глобинській міській громаді Кременчуцького району Полтавської області. Населення становить 530 осіб (на 1 січня 2010 рік). 
Первісно називалася Фридрівка. Перша згадка села 26 травня 1645 року (як власності шляхтича Лобоцького). Хоча, оскільки Федорівка є на мапі Боплана, то поселення тут існувало принаймні з 1630-х рр. На тій карті є і хутір Острянинівка (ймовірно - маєтність Якова Острянина), що знаний як один з говтвянських хуторів ще за ревізією-люстрацією 1631 р. Напевно, це майбутнє сільце Поділ.

## Географія
Село знаходиться на правому березі річки Хорол і на лівому стариці Синявка за 59 км від райцентру . Вище за течією за 5 км розташоване село Майданівка, нижче за течією на відстані за 2 км розташоване село Поділ, на протилежному березі — село Лубенщина. Навколо села багато іригаційних каналів. Площа населеного пункту — 250,5 га.

## Історія
12 червня 2020 року, відповідно до розпорядження Кабінету Міністрів України № 721-р «Про визначення адміністративних центрів та затвердження територій територіальних громад Полтавської області», село увійшло до складу Глобинської міської громади.
19 липня 2020 року, в результаті адміністративно - територіальної реформи та ліквідації Глобинського району, село увійшло до складу новоутвореного Кременчуцького району.

## Населення
Кількість населення у селі змінювалась наступним чином:
| 1887 | 2001 | 2011 |
| ---- | ---- | ---- |
| 2068 | 634  | 530  |
|      | ▼    | ▼    |

### Мова
Розподіл населення за рідною мовою за даними перепису 2001 року:
| Мова            | Кількість | Відсоток |
| --------------- | --------- | -------- |
| українська      | 624       | 98.42%   |
| російська       | 4         | 0.63%    |
| білоруська      | 1         | 0.16%    |
| румунська       | 1         | 0.16%    |
| інші/не вказали | 4         | 0.63%    |
| Усього          | 634       | 100%     |

## Інфраструктура
На території села Федорівка знаходяться Федорівська ЗОШ І-ІІ ступенів, сільський будинок культури, сільська бібліотека, поштове відділення зв'язку, Федорівська амбулаторія загальної практики сімейної медицини. Діє чотири магазини.

## Економіка
Діє господарство ТОВ АФ «Перемога».

## Пам'ятки
У селі є братська могила, а також меморіальний комплекс загиблим односельцям у Радянсько-німецькій війні.